# Tomasz Wenklar
Tomasz Wenklar (ur. 1977 w Katowicach) – polski artysta rzeźbiarz.

## Biografia
Tomasz Wenklar urodził się w 1977 roku w Katowicach. W latach 1992–1997 uczęszczał do Państwowego Liceum Sztuk Plastycznych im. Józefa Pankiewicza w Katowicach. Pracę dyplomową wykonał pod kierunkiem Bogumiła Burzyńskiego. W latach 1998–2003 studiował na Wydziale Rzeźby w Akademii Sztuk Pięknych im. Jana Matejki w Krakowie. Pracę dyplomową obronił pod kierunkiem prof. Bogusza Salwińskiego. Dalsze studia pod kierunkiem prof. Karola Badyny. Od 2004 roku Tomasz Wenklar prowadzi Pracownię Rzeźby i Rękodzieła w katowickim Pałacu Młodzieży. Uczył również rzeźby w katowickim liceum plastycznym. Oprócz pracy dydaktycznej z młodzieżą artysta tworzy rzeźby w metalu i drewnie. Spod jego dłuta wyszły rzeźby pomnikowe zamawiane przez władze samorządowe i instytucje działające na Śląsku. Wśród prac znajdują się rzeźby, popiersia i rzeźbiarskie portrety takich osób, jak: Jimi Hendrix, Ryszard Riedel, Tadeusz Nalepa, Wojciech Kilar czy Witkacy.
Rzeźbiarz jest autorem monumentalnych drzwi z brązu do krypty w katowickiej archikatedrze powstałych w 2018 roku. Powierzono mu prace związane z budową rzeźbionego tympanonu archikatedry. Prace nad monumentalną grupą rzeźb w sztucznym kamieniu z domieszką dolomitu rozpoczął w 2022 roku.
W 2019 roku powstała etiuda dokumentalna o pracy rzeźbiarza pt. Wenklar. Jej autorem jest Filip Czernow, wyprodukowana przez Wydział Radia i Telewizji Uniwersytetu Śląskiego.

## Życie prywatne
Artysta mieszka i tworzy w Tychach. Jest żonaty z Aliną. Małżeństwo ma dwoje dzieci: Karola i Maję.

## Wybrane dzieła
- Rzeźba Witkacego, Muzeum Historii Katowic (2007)[13]
- Pomnik Zesłańców Sybiru, Tychy (2008)[14][15]
- Pomnik Ryszarda Riedla, Tychy (2011)[16]
- Rzeźba Hanny i Kazimierza Wejchertów, Tychy (2013)[17]
- Tablica pamięci żołnierzy AK, Gimnazjum nr 1, Tychy (2013)[18]
- Płaskorzeźba Jana Pawła II, Szkoła Podstawowa nr 15, Katowice (2014)[19]
- Pomnik Wojciecha Korfantego, Wrocław (2014)[20]
- Karolinka (rzeźba fontanny), Tychy (2014)[21][22][23]
- Ławeczka Gerarda Cieślika, Chorzów (2014)[24]
- Tablica pamięci żołnierzy wyklętych, Tychy (2014)[25]
- Figura Jezusa Miłosiernego, Kościół Miłosierdzia Bożego, Tychy (2016)[26]
- Tablica upamiętniająca koncert Paderewskiego, Wrocław (2017)[27]
- Tablica Solidarności, Tychy (2017)[28]
- Tablica pamięci żołnierzy wyklętych, Kościół św. Stanisława, Czeladź (2017)[29]
- Popiersie Tadeusza Kościuszki, Park Kościuszki, Czeladź (2017)[30][31]
- Drzwi do krypty archikatedry, Katowice (2018)[7]
- Popiersie Ignacego Paderewskiego, sala sesyjna ratusza, Wrocław (2018)[32]
- Pomnik Ignacego Paderewskiego (popiersie), Wrocław (2018)[33]
- Pomnik Wojciecha Kilara, Czeladź (2019)[34]
- Rzeźba Chrystusa Zmartwychwstałego, Parafia św. Maksymiliana Kolbego, Tychy (2020)[35]
- Popiersie Wojciecha Kossaka, Muzeum „Panorama Racławicka”, Wrocław (2020)[36]
- Rzeźba portretowa abpa Szczepana Wesołego, Kościół św. Stanisława, Rzym (2020)[37]
- Pomnik „Dłoń”, Chorzów (2021)[38]
- Popiersie Józefa Świdra, Plac Grunwaldzki, Katowice (2021)[39]
- Popiersie dr Marii Starzewskiej, Muzeum Narodowe, Wrocław (2022)[2]
- Popiersie Mariusza Hermansdorfera, Muzeum Narodowe, Wrocław (2022)[2]
- Tympanon archikatedry „Hołd Ludu Śląskiego”, Katowice (2022–)[9]

## Galeria

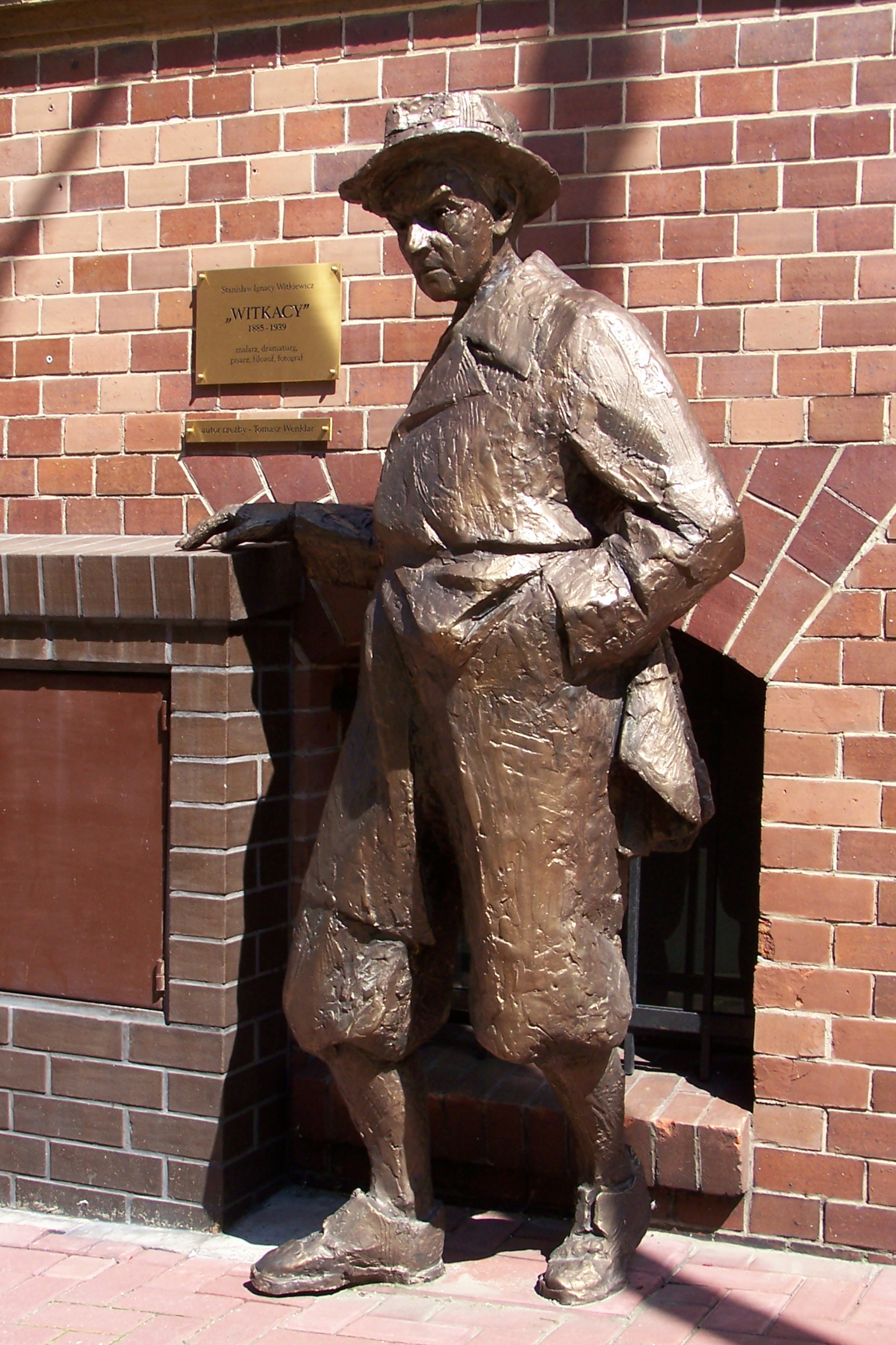
Witkacy, Muzeum Historii Katowic
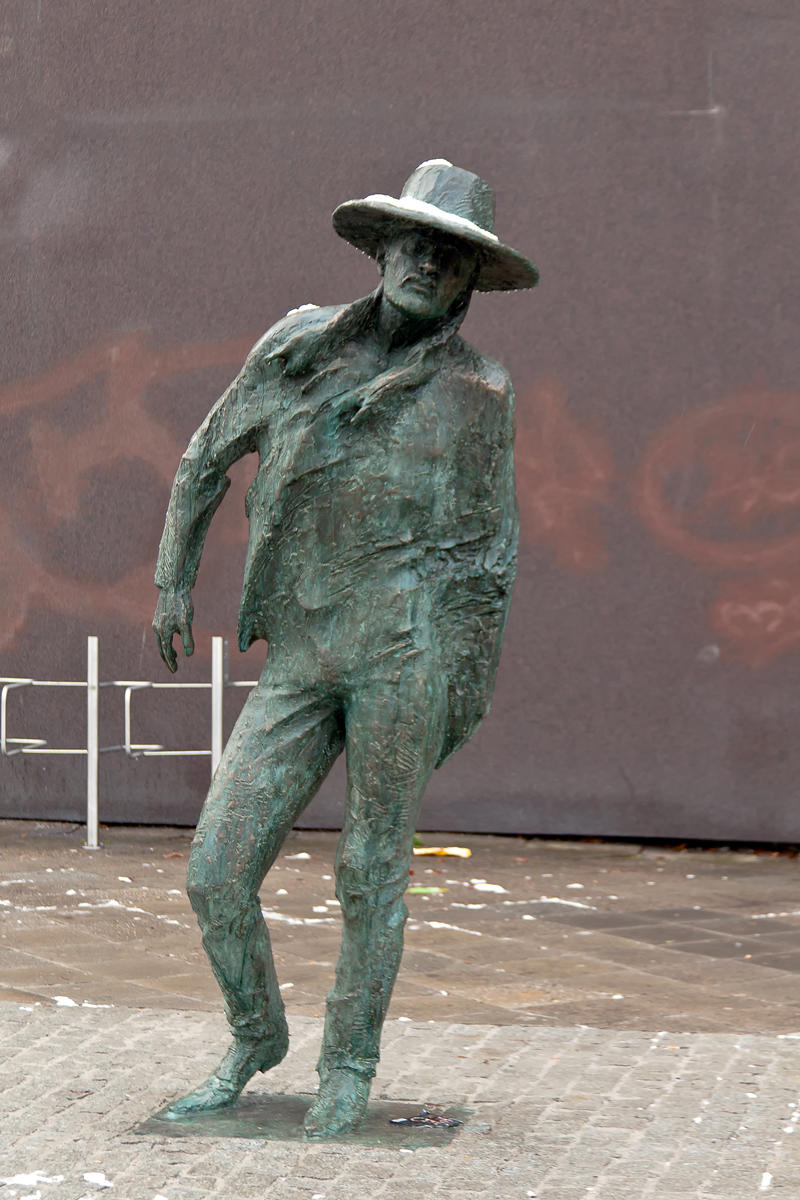
Pomnik Ryszarda Riedla w Tychach
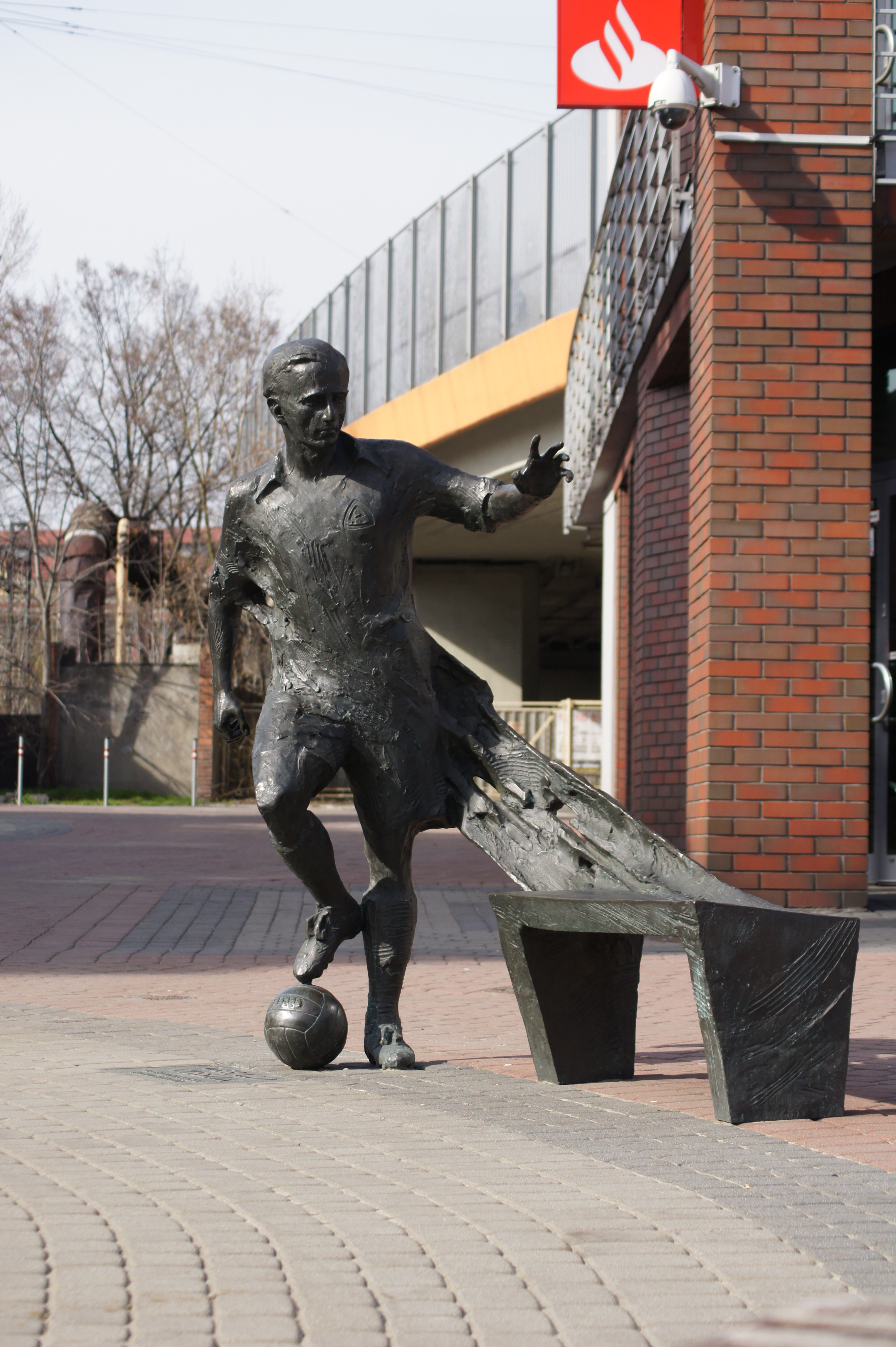
Ławeczka Gerarda Cieślika w Chorzowie
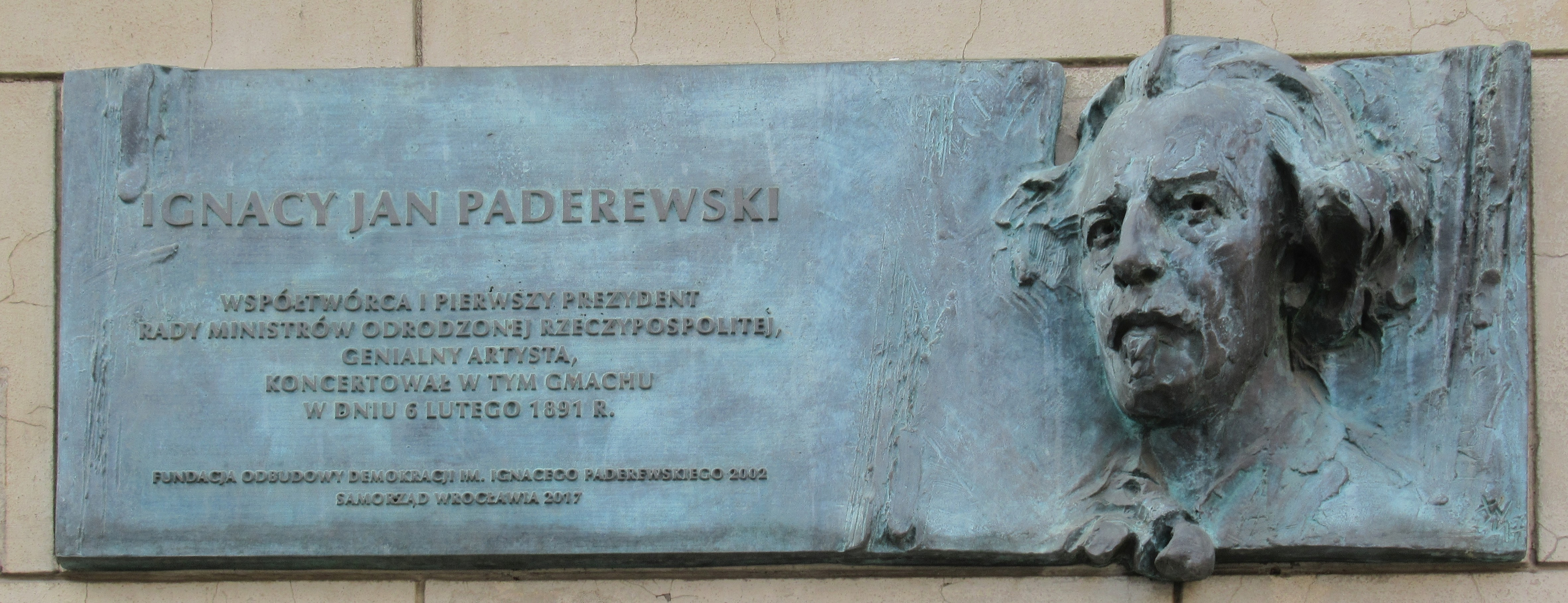
Tablica upamiętniająca koncert Paderewskiego we Wrocławiu
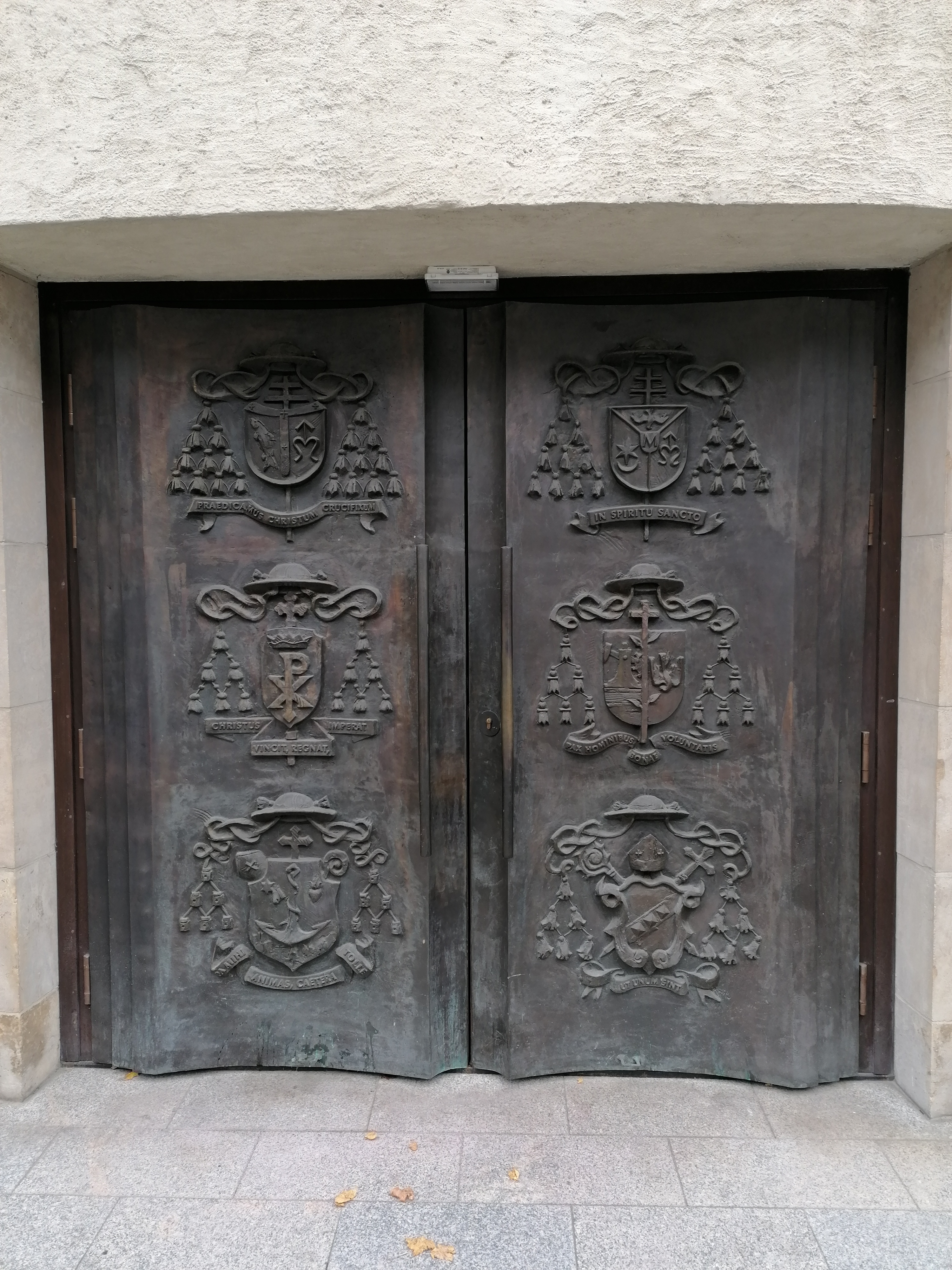
Drzwi do krypty katowickiej archikatedry
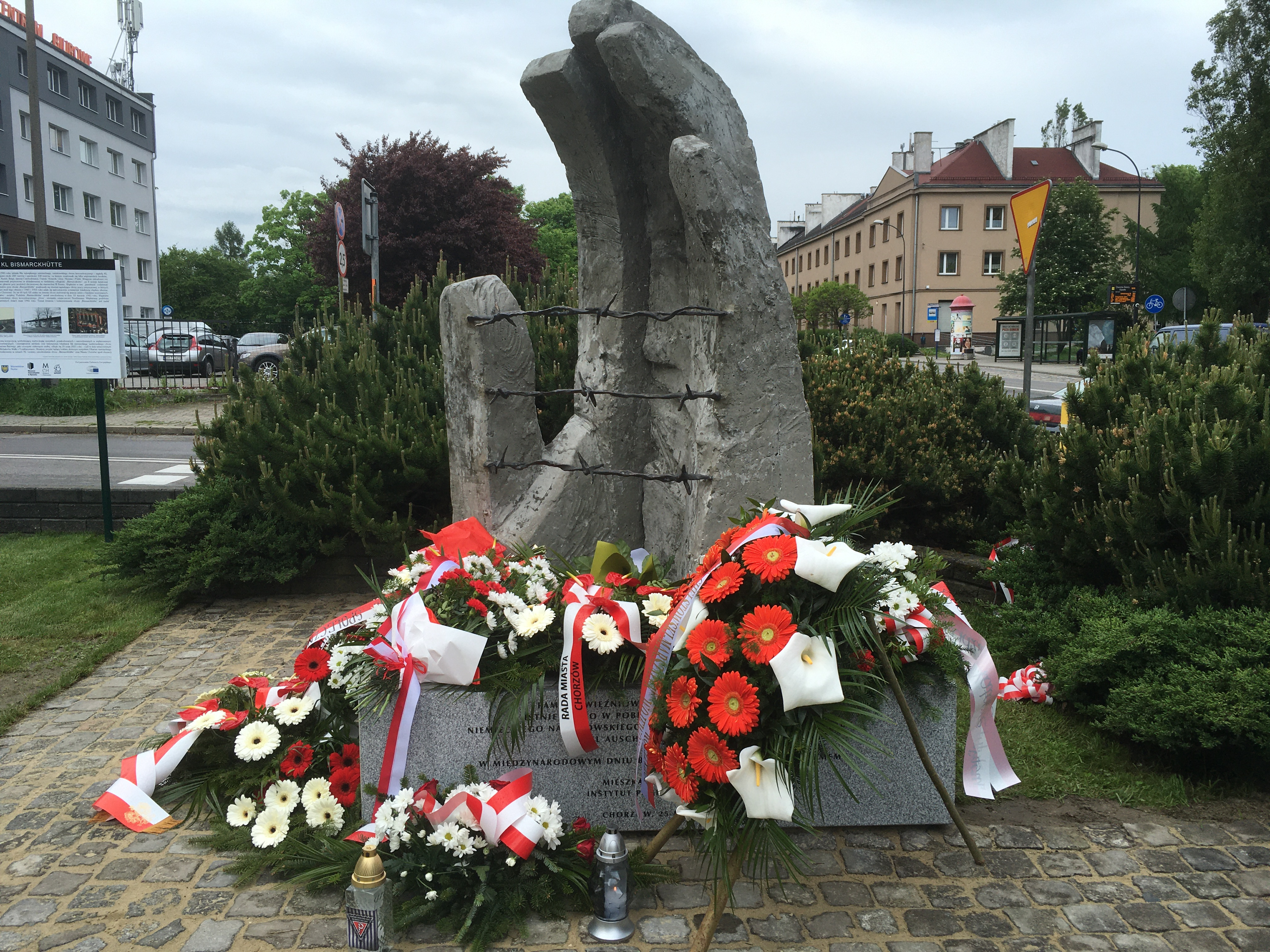
Pomnik „Dłoń” w Chorzowie
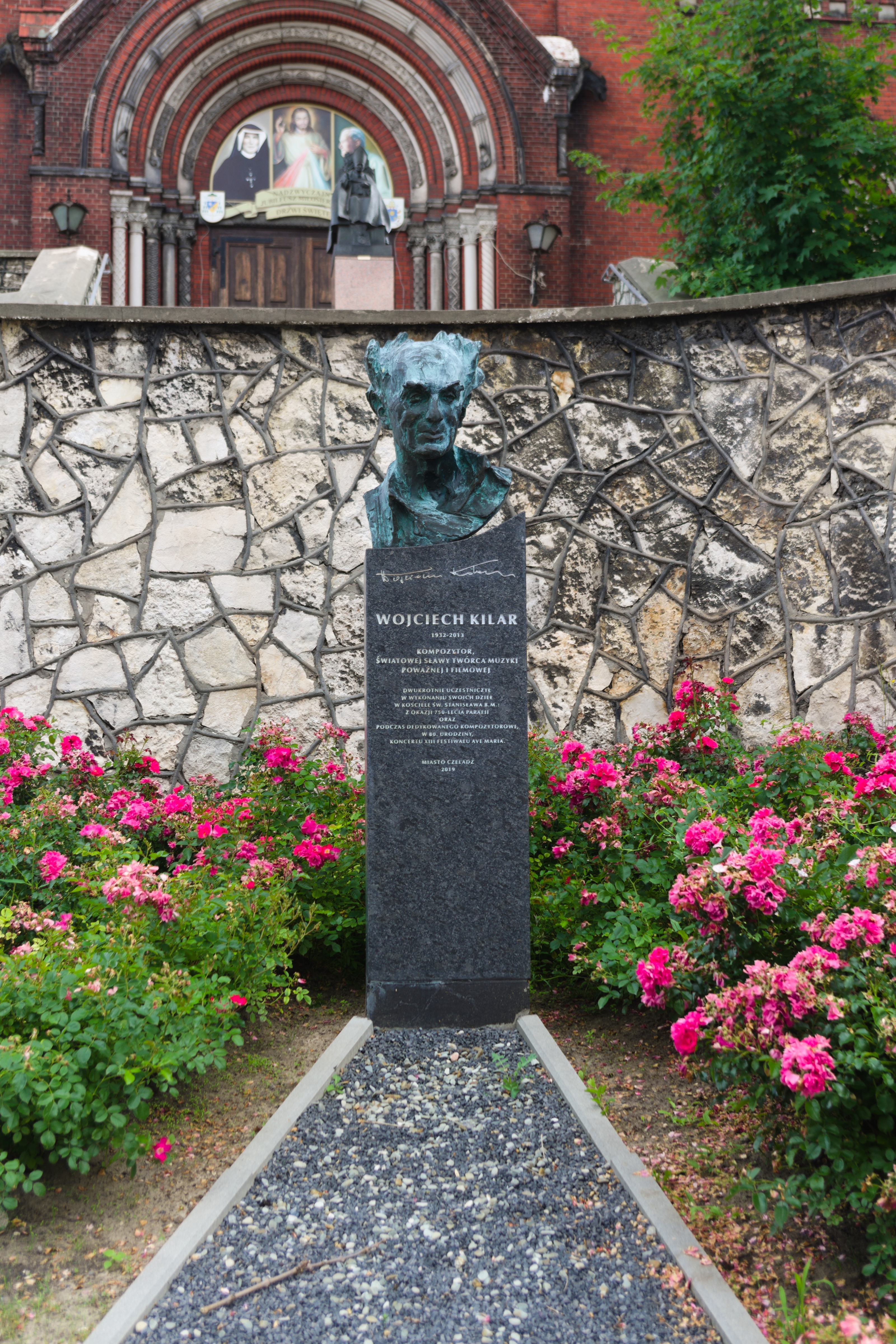
Pomnik Wojciecha Kilara w Czeladzi
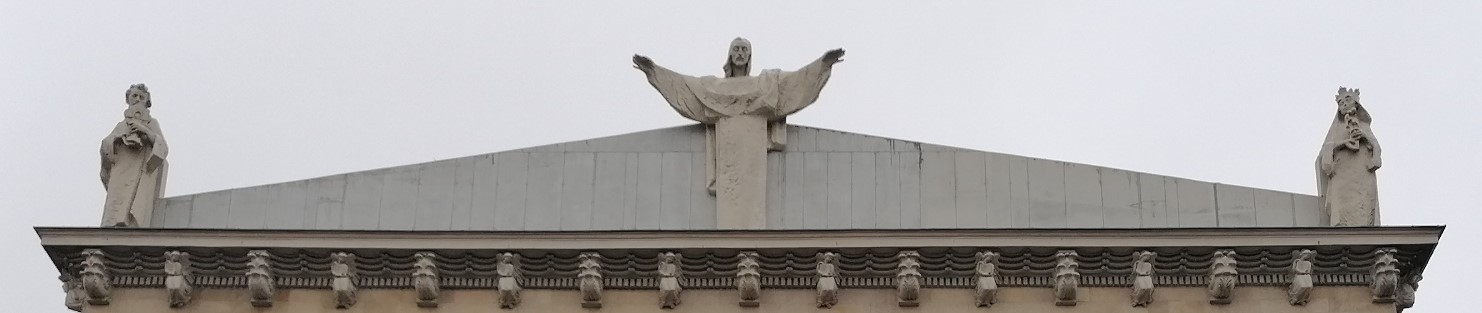
Tympanon katowickiej archikatedry „Hołd Ludu Śląskiego” (w realizacji)
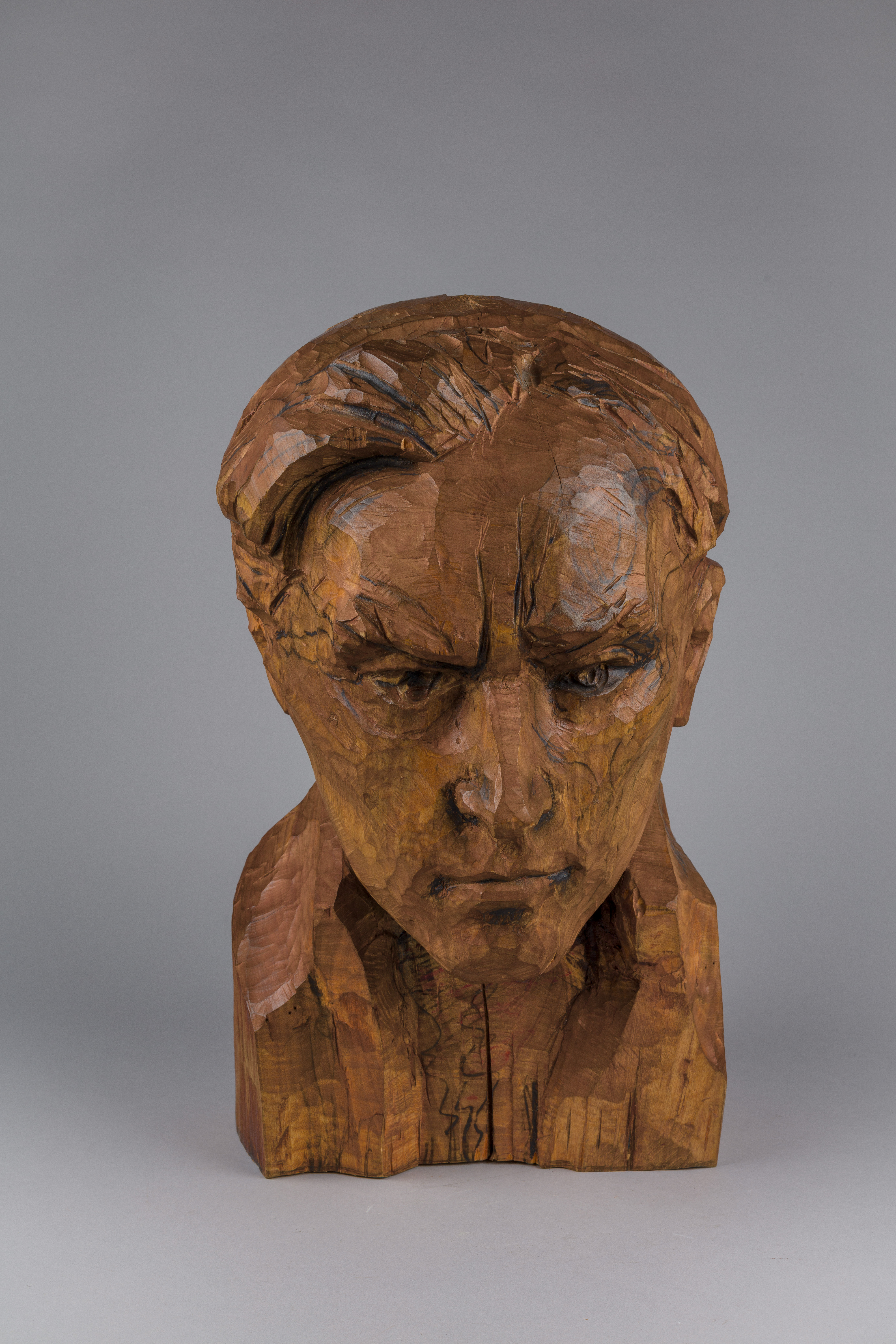
Głowa Witkacego, Muzeum Historii Katowic
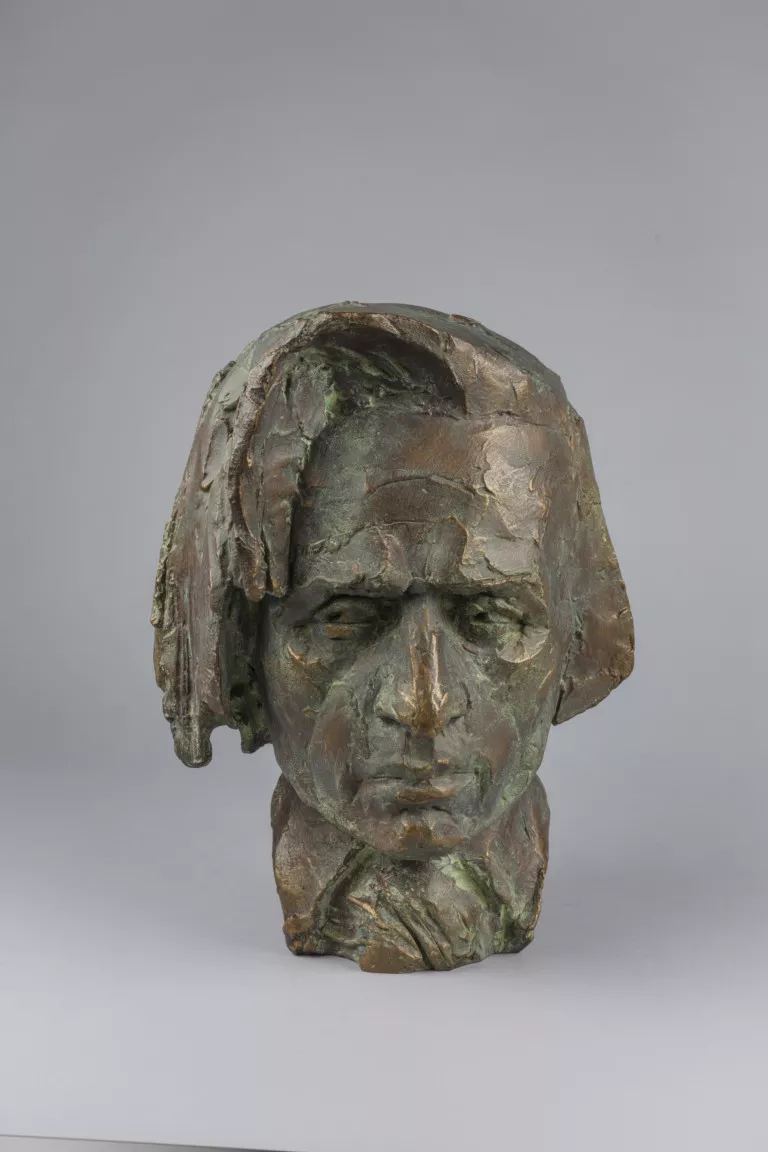
Głowa Chopina, Muzeum Historii Katowic